# L'Autre...
L'Autre... è il terzo album in studio della cantante pop francese Mylène Farmer, pubblicato il 12 aprile 1991.

## Descrizione
Pubblicato dall'etichetta discografica Polydor, il disco è stato interamente scritto dalla stessa Mylène Farmer, mentre le musiche sono state affidate a Laurent Boutonnat.
È stato promosso, in ordine, dai singoli Désenchantée, rimasto alla vetta della classifica dei singoli francese per nove settimane, Regrets, in duetto col debuttante Jean-Louis Murat, Je t'aime mélancolie e Beyond My Control, che hanno riscosso un buon successo.
L'album ha debuttato al vertice della classifica francese degli album rimanendovi per ben venti settimane, venendo nell'arco del tempo quasi due milioni di copie. È rientrato nella classifica francese nel 2005.

## Tracce
CD
Testi e musiche di Mylène Farmer, Laurent Boutonnat.
1. Agnus dei – 5:47
2. Désenchantée – 5:22
3. L'Autre... – 5:26
4. Je t'aime mélancolie – 5:29
5. Psychatric – 6:12
6. Regrets (feat. Jean-Luis Murat) – 5:17
7. Pas de doute – 5:09
8. Il n'y a pas d'ailleurs – 5:50
9. Beyond My Control – 5:22
10. Nous souviendrons-nous – 5:05

Durata totale: 54:59

## Classifiche
| Classifica (1991) | Posizione |
| ----------------- | --------- |
| Francia           | 1         |
| Svizzera          | 27        |
| Svezia            | 45        |